# Tema da Longobárdia
Longobárdia (em grego: Λογγοβαρδία; romaniz.: Longobardía) é a denominação bizantina utilizada para descrever os territórios controlados pelos lombardos na península Itálica. Nos séculos IX e X, foi também o nome do tema (província civil-militar) mais conhecido como Tema Longobardo localizado no sudeste da península.

## História

Mapa da região por volta do ano 1000.

O termo foi tradicionalmente utilizado para as possessões lombardas, com o cronista Teófanes, o Confessor, fazendo a distinção entre a "Lombardia Maior" (em grego: Μεγάλη Λογγοβαρδία; romaniz.: Megále Longobardía; em latim: Longobardia Major), o Reino Lombardo no norte da Itália, e a "Lombardia Menor" (em latim: Longobardia Minor), que abrangia o sudeste da Itália - os ducados lombardos de Espoleto, Salerno e Cápua -, as possessões bizantinas e as cidades-estado da região (Nápoles, Gaeta e Amalfi), que estavam sob a suserania bizantina.
No seu sentido mais estrito e técnico, o termo faz referência ao tema bizantino que abrangia a moderna região italiana da Apúlia e partes de Basilicata, com Bari como capital. Sua origem exata e sua evolução não ficam claras nas fontes. Sua fundação, talvez como uma divisão subordinada (turma) do Tema de Cefalênia data de por volta de 876, quando Bari foi recuperada pelos bizantinos, que utilizaram a cidade como base para re-estabelecer seu controle sobre a Itália meridional, que havia sido perdida nos séculos anteriores para os árabes e os lombardos.
No final do século IX, parece que o tema era administrado de forma conjunta com outros temas europeus do Império Bizantino: em 891, o primeiro estratego de Longobárdia, Simbático, era também governador dos temas Macedônio, Trácio e Cefalênio. Um estratego exclusivo só aparece a partir de 911. Em 938 e 956, o tema aparece também unido ao Tema da Calábria, embora a duração deste arranjo não seja conhecida. De qualquer forma, após c. 965, os dois temas foram permanentemente unidos no novo Catapanato da Itália, com sede em Bari